# De wetten van de magie
De wetten van de magie is een serie high fantasyboeken geschreven door de Amerikaanse schrijver Terry Goodkind, met door Keith Parkinson geïllustreerde kaften. De boeken volgen de protagonisten Richard Cypher, Kahlan Amnell, Nicci, Cara en Zeddicus Zu'l Zorander op hun queeste om de beheersing over de wereld in handen te houden van het Licht. De belangrijkste verhaallijn van de serie is de ontwikkeling die Richard Cypher (een jonge man bij aanvang van de serie) doormaakt, de krachten die hij ontwikkelt, de manier waarop hij deze inzet, en zijn relatie tot de biechtmoeder, Kahlan Amnell. De oorspronkelijke reeks boeken zijn individueel enigszins verbonden met een 'Wet van de Magie' (zie hieronder) – daarom kreeg deze serie in de Nederlandse vertaling de titel De Wetten van de Magie mee, in plaats van de Engelse titel The Sword of Truth. Volgens een schatting uit 2008 waren er wereldwijd al meer dan 25 miljoen exemplaren verkocht in meer dan 20 verschillende talen.

## Wetten van de magie
De wetten van de magie zijn de wetten die worden beschreven in de serie. In elk boek van de oorspronkelijke reeks staat een van deze wetten centraal. In totaal zijn er tien wetten en één ongeschreven wet, wat maakt dat er in deze reeks in totaal elf boeken zijn verschenen. De wetten zijn als volgt:
1. Mensen zijn dom – met de juiste motivatie zal bijna iedereen bijna alles geloven. Omdat mensen dom zijn, zullen ze een leugen geloven omdat ze willen dat die waar is, of omdat ze bang zijn dat hij waar zou kunnen zijn. De hoofden van mensen zitten vol kennis, feiten en overtuigingen, en het meeste ervan is onwaar, toch denken ze dat het allemaal waar is. Mensen zijn dom; ze kunnen maar zelden het verschil tussen een leugen en de waarheid zien, en toch zijn ze ervan overtuigd dat ze het kunnen, en zijn zo des te gemakkelijker voor de gek te houden. (Dit betreft veelal gewone mensen – tovenaars worden in de reeks geacht niet zo snel ergens in te trappen, maar zijn zeker niet immuun.)
2. De beste bedoelingen kunnen het grootste kwaad tot gevolg hebben.
3. Hartstocht beheerst rede.
4. Er schuilt magie in oprechte vergiffenis, magie om te helen in vergiffenis die je schenkt en nog meer in vergiffenis die je krijgt.
5. Let op wat mensen doen, niet alleen wat ze zeggen, want daden zullen een leugen verraden.
6. De enige vorst door wie je je kunt laten regeren is de rede.
7. Het leven is de toekomst, niet het verleden.
8. Talga Vassternich - Wees de zege waardig.
9. In de werkelijkheid bestaan geen gedeeltelijke of volledige tegenstrijdigheden. (Als je in tegenstrijdigheden gelooft, verloochen je het bestaan van de wereld om je heen en de aard der dingen. In plaats daarvan hang je elk willekeurig idee aan dat je bevalt en verbeeld je je dat iets bestaat, domweg omdat je het graag zou willen. Iets is wat het is; het is zichzelf. Er is geen sprake van tegenstrijdigheden.)
10. Moedwillig de waarheid verdraaien is verraad aan jezelf.

### Ongeschreven wet
Er is één ongeschreven wet, die als volgt werd beschreven door Zeddicus Zu' l Zorander: "[Het is] de regel van alle regels – de ongeschreven regel – de regel onuitgesproken sinds de dageraad van geschiedenis… Maar Barracus wilde dat je deze regel zou kennen; het is het geheim van het gebruiken van de macht van een oorlogstovenaar. De enige manier om het uit te drukken, om ervoor te zorgen dat je het zou begrijpen wat hij van plan was je te vertellen, was jou een ongeschreven boek te geven om zo de betekenis van de ongeschreven wet uit te leggen."

## Vervolg series en overige boeken
Na de oorspronkelijke boekenserie Wetten van de Magie, schreef Terry Goodkind nog diverse vervolg series, binnen dezelfde wereld. Allereerst een roman serie over Richard & Kahlan, welke direct aansluit op de oorspronkelijke reeks. Gevolgd door de Kronieken van Nicci die draait om de voormalige Zuster van de Duisternis Nicci en voormalig profeet Nathan Rahl. Ten slotte volgde nog een serie novellen genaamd de Kinderen van D'Hara, met opnieuw Richard en Kahlan in de hoofdrol. De laatste twee series spelen zich vrijwel gelijktijdig af, na het boek Oorlogshart.
Tevens schreef Terry Goodkind nog twee proloog verhalen en een epiloog. Proloog De Aflossing was in eerste instantie in 1998 geschreven als onderdeel van de anthologie Legends (Engelse Wikipedia pagina), maar werd 3 jaar later uitgebracht als losstaand boek. Dit verhaal speelt zich enkele decennia af voor Wetten van de Magie. De tweede proloog was genaamd De Eerste Biechtmoeder, welke millennia eerder dan Wetten van de Magie plaatsvindt. 
Daarnaast bracht Goodkind nog de thriller/speculatieve fictie De Wet van Negen uit, als zogenoemde verre toekomst epiloog. De gebeurtenissen in dit boek vinden duizend jaar na Wetten van de Magie plaats, in onze moderne wereld. Hierdoor wordt deze epiloog in zekere zin gezien als losstaand boek, ondanks dat dat enkele personages en diverse elementen uit het verhaal een directe link met de oorspronkelijke boekenreeks hebben.

## Boeken overzicht
De serie bestaat uit de volgende delen:
| Volgordes  | Volgordes     |                     |                                 |                     |                        |                               |
| Publicatie | Chronologisch | Engelse titel       | Titel van Nederlandse vertaling | Eerste uitgave (VS) | Serie                  | Subserie                      |
| ---------- | ------------- | ------------------- | ------------------------------- | ------------------- | ---------------------- | ----------------------------- |
| 1          | 3             | Wizard's First Rule | Het Zwaard van de Waarheid      | 15 augustus 1994    | Wetten van de Magie    | Darken Rahl                   |
| 2          | 4             | Stone of Tears      | Steen der Tranen                | 11 juni 1995        | Wetten van de Magie    | Darken Rahl                   |
| 3          | 5             | Blood of the Fold   | De Bloedbroederschap            | 15 oktober 1996     | Wetten van de Magie    | Invasie van de Imperiale Orde |
| 4          | 6             | Temple of the Winds | De Tempel der Winden            | 15 september 1997   | Wetten van de Magie    | Invasie van de Imperiale Orde |
| 5          | 2             | Debt of Bones       | De Aflossing                    | 4 augustus 1998     | Proloog                |                               |
| 6          | 7             | Soul of the Fire    | Ziel van het Vuur               | 11 april 1999       | Wetten van de Magie    | Invasie van de Imperiale Orde |
| 7          | 8             | Faith of the Fallen | Zuster van de Duisternis        | 3 augustus 2000     | Wetten van de Magie    | Invasie van de Imperiale Orde |
| 8          | 9             | Pillars of Creation | Zuilen der Schepping            | 16 november 2001    | Wetten van de Magie    | Reis door de Oude Werekd      |
| 9          | 10            | Naked Empire        | Het Weerloze Rijk               | 21 juli 2003        | Wetten van de Magie    | Reis door de Oude Werekd      |
| 10         | 11            | Chainfire           | Ketenvuur                       | 4 januari 2005      | Wetten van de Magie    | Ketenvuur                     |
| 11         | 12            | Phantom             | Fantoom                         | 1 juli 2006         | Wetten van de Magie    | Ketenvuur                     |
| 12         | 13            | Confessor           | De Ongeschreven Wet             | 13 november 2007    | Wetten van de Magie    | Ketenvuur                     |
| 13         | 23            | The Law of Nines    | De Wet van Negen                | 18 augustus 2009    | Verre toekomst epiloog |                               |
| 14         | 14            | The Omen Machine    | De Omen Machine                 | 16 augustus 2011    | Richard & Kahlan       |                               |
| 15         | 1             | The First Confessor | De Eerste Biechtmoeder          | 28 juni 2012        | Proloog                |                               |
| 16         | 15            | The Third Kingdom   | Het Derde Koninkrijk            | 20 augustus 2013    | Richard & Kahlan       |                               |
| 17         | 16            | Severed Souls       | Verscheurde Zielen              | 5 augustus 2014     | Richard & Kahlan       |                               |
| 18         | 17            | Warheart            | Oorlogshart                     | 17 november 2015    | Richard & Kahlan       |                               |
| 19         | 18b           | Death's Mistress    | Maîtresse van de Dood           | 24 januari 2017     | Kronieken van Nicci*   |                               |
| 20         | 19b           | Shroud of Eternity  | De Sluier van de Eeuwigheid     | 9 januari 2018      | Kronieken van Nicci*   |                               |
| 21         | 20b           | Siege of Stone      | Het Leger van Steen             | 31 december 2018    | Kronieken van Nicci*   |                               |
| 22         | 18a           | The Scribbly Man    | Krabbelman                      | 4 april 2019        | Kinderen van D'Hara*   |                               |
| 23         | 19a           | Hateful Things      | Duistere Wezens                 | 22 juli 2019        | Kinderen van D'Hara*   |                               |
| 24         | 20a           | Wasteland           | Woestenij                       | 7 oktober 2019      | Kinderen van D'Hara*   |                               |
| 25         | 21a           | Witch's Oath        | De Eed van de Heks              | 6 januari 2020      | Kinderen van D'Hara*   |                               |
| 26         | 21b           | Heart of Black Ice  | Hart van Zwart Ijs              | 21 januari 2020     | Kronieken van Nicci*   |                               |
| 27         | 22            | Into Darkness       | De Duisternis In                | 30 juni 2020        | Kinderen van D'Hara*   |                               |

* 'Kronieken van Nicci' en 'Kinderen van D'Hara' starten beiden na Oorlogshart en lopen parallel.

## Trivia
- In de VS werd ook een tv-serie opgenomen onder de titel Legend of the Seeker. De reeks bestond uit twee seizoenen en is sterk gebaseerd op de boeken en de achtergrond hiervan, maar geen een-op-een adaptatie.
- Bij het lezen van de serie wordt de volgorde van publicatie aangeraden.
- Schrijver Terry Goodkind is op 17 september 2020 overleden. 27 van zijn totaal 32 uitgebrachte boeken (bundel van de Kinderen van D'Hara niet meegeteld) draaiden om de fantasiewereld van Wetten van de Magie.
- Goodkind haalde in 2018 de woede van menig illustrator, schrijver en lezer op zijn hals, door publiekelijk op Facebook De Sluier van de Eeuwigheid "een goed boek, met een erg slechte kaft. Lachwekkend slecht" te noemen.[6]